# Arūnas Klimavičius
Arūnas Klimavičius   (Panevėžys, 5 d'octubre de 1982) és un exfutbolista lituà de la dècada de 2000.
Fou més de 40 cops internacional amb la selecció lituana. Pel que fa a clubs, defensà els colors de FK Ekranas Panevėžys, FC Dinamo Moscou o FC Tobol.